# Iryna Chuzhynova
Iryna Valeriïvna Chuzhynova-Denisiuk, née le 7 août 1972 à Jytomyr, est une ancienne coureuse cycliste ukrainienne.

## Biographie
Iryna Chuzhynova termine 23e de la course en ligne des Jeux olympiques d'Athènes en 2004.

## Palmarès sur route

### Jeux Olympiques
- 2004 Athènes
  - 23e de la course en ligne

### Championnats du monde
- 2000 Plouay
  - 27e de la course en ligne
- 2002 Zolder
  - 20e de la course en ligne
  - 34e du contre-la-montre

### Championnats d'Ukraine
- 2000
  - 3e du championnat d'Ukraine sur route
- 2001
  - 3e du championnat d'Ukraine du contre-la-montre
- 2003
  - 3e du championnat d'Ukraine sur route

### Grands tours

#### Tour d'Italie
4 participations
- 1998 : 56e
- 1999 : 62e
- 2001 : 25e
- 2002 : 20e

#### La Grande Boucle
3 participations
- Tour cycliste féminin
  - 1992 : 47e
- La Grande Boucle
  - 2001 : 41e
  - 2002 : 24e